# Kazirabageni
Kazirabageni är ett periodiskt vattendrag i Burundi.   Det ligger i provinsen Makamba, i den södra delen av landet, 100 kilometer söder om huvudstaden Bujumbura.
Omgivningarna runt Kazirabageni är en mosaik av jordbruksmark och naturlig växtlighet. Runt Kazirabageni är det ganska tätbefolkat, med 214 invånare per kvadratkilometer.